# Alperenler-Moschee

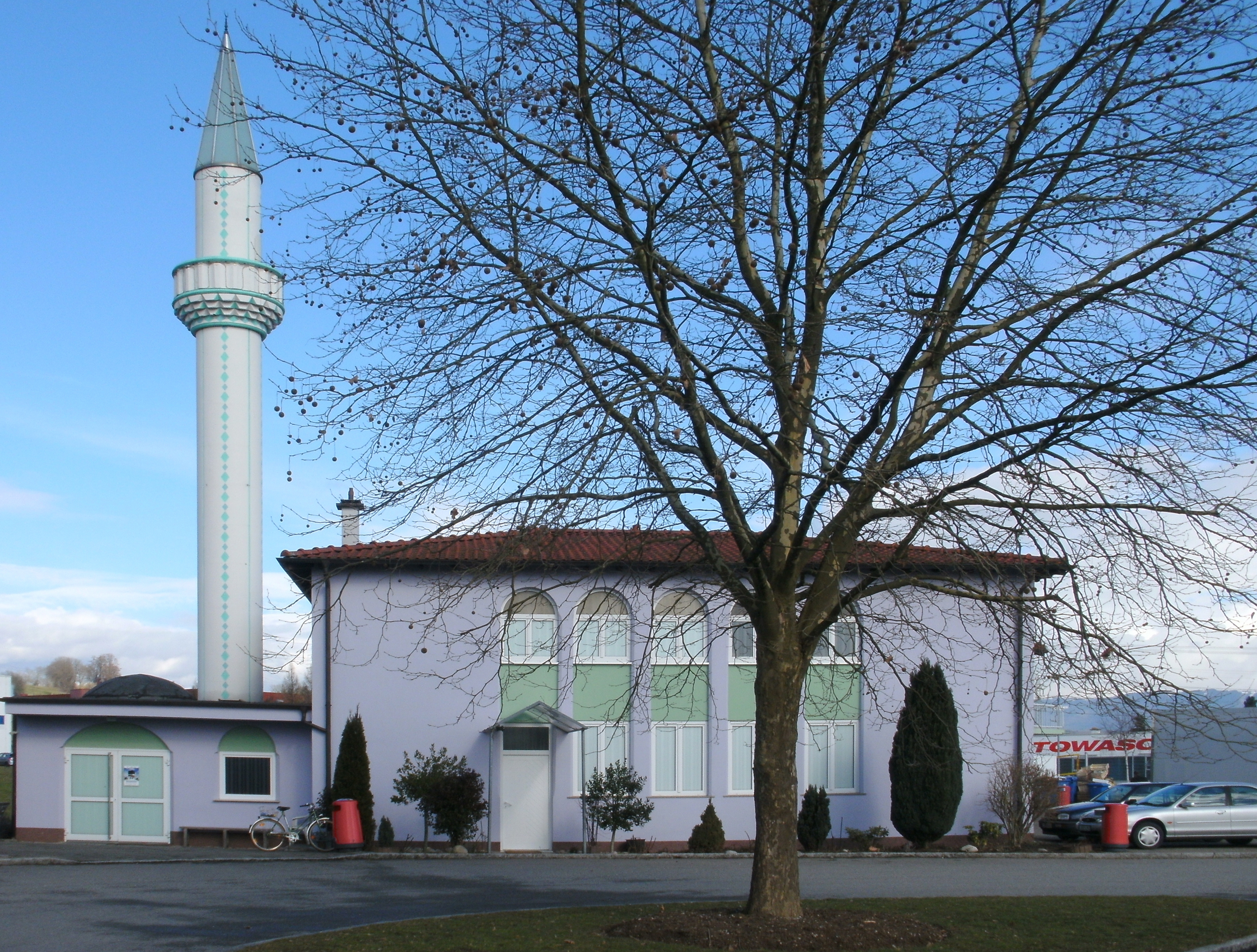
Alperenler-Moschee

Die Alperenler-Moschee ist eine 1996 erbaute Moschee in Rheinfelden (Baden). Sie ist dem Dachverband Türkisch-Islamische Union der Anstalt für Religion (DITIB) angeschlossen.

## Geschichte
Die Industriestadt Rheinfelden hat seit den 1960er Jahren eine türkisch-islamische Gemeinde, die heute etwa 1000 Mitglieder stark ist.
Am 26. Oktober 1986 wurde mit gerichtlicher Genehmigung von einigen aus der Türkei stammenden, in Rheinfelden wohnenden Muslimen die Türkisch-Islamische Gemeinde Rheinfelden gegründet. Ihre erste Gebetsstätte mit sechs bis sieben Räumen befand sich in Baracken der Kraftübertragungswerke Rheinfelden (KWR, heutige Energiedienst AG) im Rheinfelder Gewerbegebiet Schildgasse. 1987 wurde der Vorstand der Vereinigung erstmals formell gewählt. Durch Mitgliedsbeiträge und Spenden konnte das heutige 2.000 m² große Grundstück im Gewerbegebiet für 180.000 DM erworben werden.
Die Baupläne erstellte der Schopfheimer Bauingenieur Joachim Wetzel ohne Entgelt. Das französische Bauunternehmen von Ali Hafizoğlu erstellte den Rohbau, der unter Mithilfe von Mitgliedern der DITIB und vielen Freiwilligen sowie mit Maschinen des Rheinfelder Bauunternehmers Willi Henke bis 1996 fertiggestellt werden konnte. 2003/2004 wurde die Moschee um ein Minarett mit 20,8 m Höhe ergänzt, ebenfalls nur durch Spenden und Mitgliedsbeiträge finanziert.
Im Herbst 2009 geriet die Moschee international in die Schlagzeilen: Ein Mitglied des Vorstandes hatte entgegen einer ausdrücklichen Auflage der Stadtverwaltung in der Baugenehmigung, die ihm nach eigenen Angaben nicht bekannt war, drei Lautsprecher auf dem Minarett anbringen lassen, von denen zum Freitagsgebet gerufen wurde. Nachdem sich bereits kurz darauf ein Rheinfelder Bürger beim Oberbürgermeister beschwert hatte, berichtete zunächst die regionale Presse. Da dieser Vorfall just in der aufgeheizten Stimmung im Vorfeld der Abstimmung in der nahen Schweiz über die Eidgenössische Volksinitiative «Gegen den Bau von Minaretten» stattfand, erreichten Meldungen über den Vorfall in schweizerischen und auch bundesweiten deutschen Medien einen breiten Leserkreis. Der Konflikt konnte jedoch im Zusammenwirken von Stadtverwaltung, Christlich-Islamischem Verein Hochrhein und Türkisch-Islamischem Verein, der die Lautsprecher umgehend wieder abmontierte, rasch beigelegt werden.
In der Nacht auf den 2. Mai 2010 verübten unbekannte Täter einen Anschlag auf die Moschee, indem sie mehrere Scheiben einwarfen sowie die Fassade mit Hakenkreuzen und Parolen beschmierten. In der Nacht auf den 22. Mai 2010 wurden erneut mehrere Scheiben mit Steinen eingeworfen.

## Gebäude

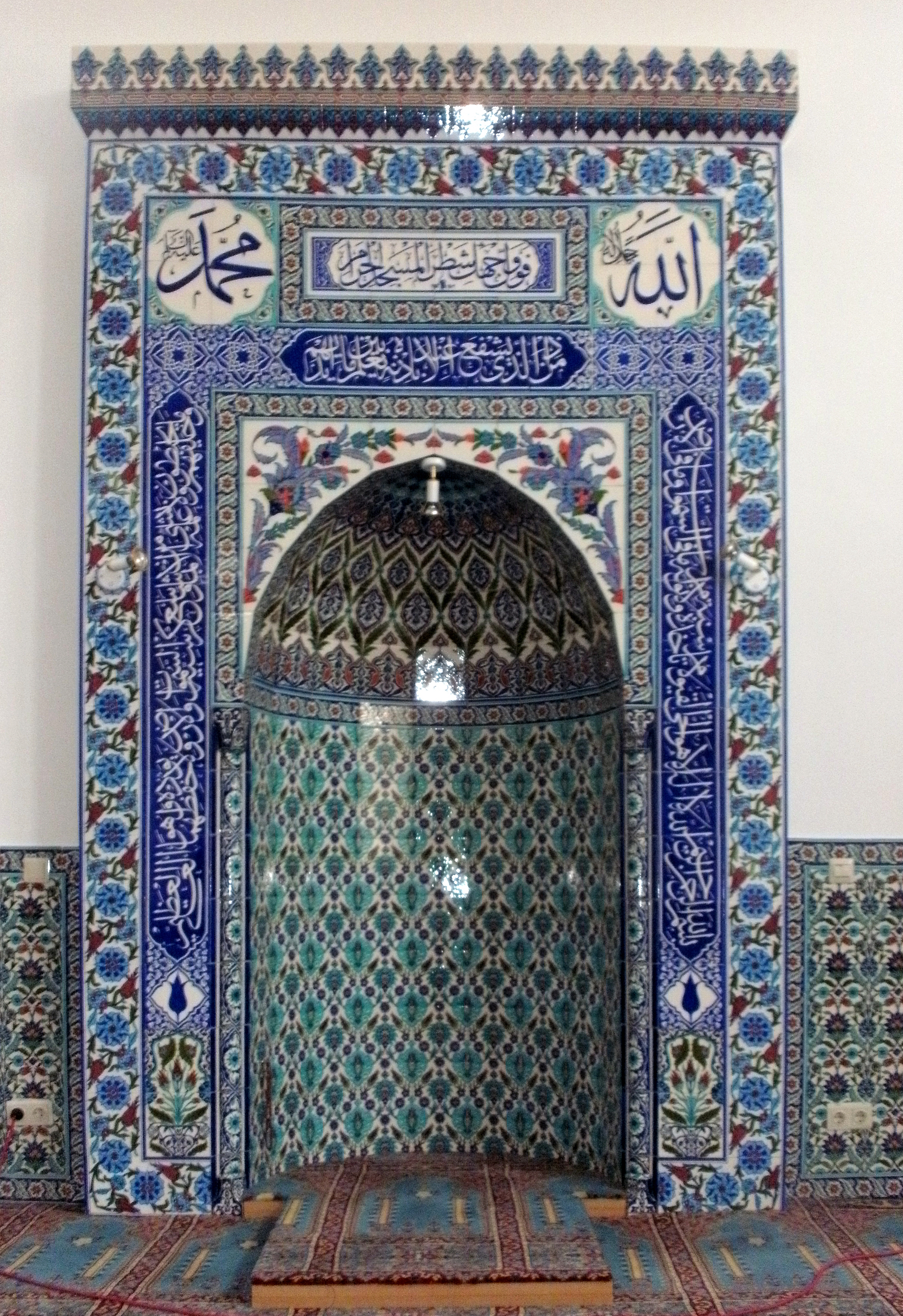
Gebetsnische der Alperenler-Moschee

Das Raumprogramm der Moschee besteht aus einem Gebetsraum (für Männer und für Frauen auf einer Empore), einem Unterrichtsraum (Koranschule), einem Büro, einem Aufenthaltsraum, einem Gruppenraum für Frauen, einem Versammlungsraum (genutzt unter anderem vom türkischen Sportverein), einem türkischen Lebensmittelladen und einer Wohnung für die Familie des Imam. Hinzu kam 2004 ein Minarett.
Die beim Bau der Moschee verwendeten Keramikfliesen, Kronleuchter, Teppiche, die Gebetsnische und die Kanzel stammen aus der Türkei, der verwendete Marmor aus Italien.

## Nutzung
In der Moschee gibt es in erster Linie Gebete. Zu einigen von ihnen wird vom Minarett mit menschlicher Stimme gerufen: wöchentlich zum Freitagsgebet und an hohen islamischen Feiertagen. Daneben findet in den Räumen Koranunterricht sowie allgemeiner Religions- und Ethikunterricht für Kinder statt, an Wochenenden und in den Schulferien auch Nachhilfeunterricht. An drei Tagen in der Woche wird eine Koranschulung für Frauen abgehalten, bei Bedarf auch für Männer und deutsche Muslime. Daneben veranstaltet der türkische Fußballverein Sportabende und bietet Jugendlichen verschiedene Freizeitmöglichkeiten. Die Frauengruppe betreut Gäste, reinigt die Moschee und veranstaltet gesellige Frauenrunden.
Angehörige verstorbener Muslime werden bei den Formalitäten für eine Beisetzung auf dem islamischen Grabfeld des Rheinfelder Stadtfriedhofes (das erste im gesamten Landkreis Lörrach) oder für Überführungen in das Heimatland unterstützt. Bei Bedarf wird auch Rat bei der Organisation von islamischen Hochzeiten und Beschneidungsfeiern in der Moschee angeboten.
Darüber hinaus dient die Moschee auch als Informationspunkt für Mitteilungen des Konsulats der Türkei in Deutschland und des Präsidiums für religiöse Angelegenheiten an die muslimische Gemeinde.
Für den Religions- und Ethikunterricht der Schulen in Rheinfelden und Umgebung, für Konfirmanden- und Erwachsenengruppen besteht das Angebot zu Moscheeführungen und Einführung in die islamische Glaubenswelt. Personen, die zum Islam konvertieren möchten, werden ebenfalls beraten.

## Christlich-Islamischer Verein Hochrhein
Am 16. April 1999 wurde der Christlich-Islamische Verein Hochrhein e. V. mit Sitz Rheinfelden gegründet, der neben den Religionsgemeinschaften auch von der Stadt Rheinfelden mitgetragen wird und die gegenseitige Information und das Zusammenleben der christlichen Glaubensgemeinschaften mit der islamischen Gemeinde in Rheinfelden fördern will. Der Verein ist Mitglied im Koordinierungsrat des christlich-islamischen Dialogs.